# Лекюсан
Лекюса́н (фр. Lécussan, окс. Lecuçan) — коммуна во Франции, находится в регионе Юг — Пиренеи. Департамент — Верхняя Гаронна. Входит в состав кантона Монрежо. Округ коммуны — Сен-Годенс.
Код INSEE коммуны — 31289.

## География

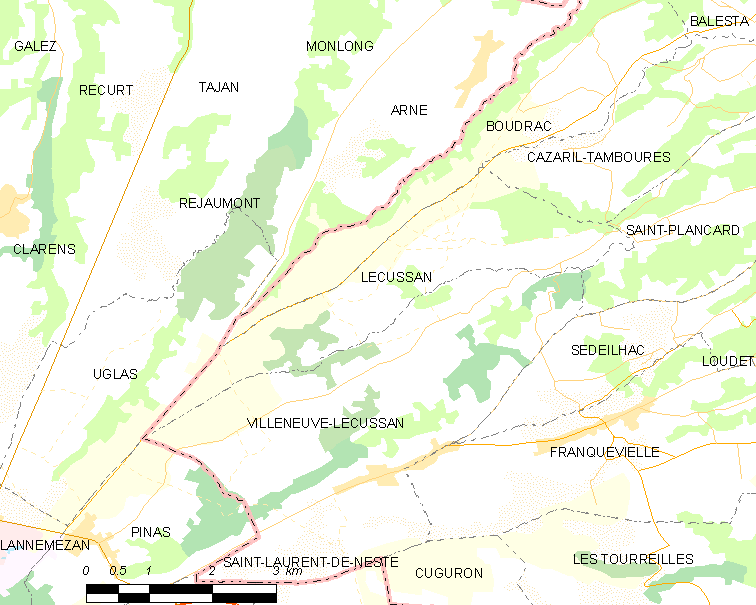
Карта коммуны

Коммуна расположена приблизительно в 650 км к югу от Парижа, в 95 км к юго-западу от Тулузы.
По территории коммуны протекает река Савер (фр. Savère).

## Климат
Климат умеренно-океанический. Зима мягкая и снежная, весна характеризуется сильными дождями и грозами, лето сухое и жаркое, осень солнечная. Преобладают сильные юго-восточные и северо-западные ветры.

## Население
Население коммуны на 2010 год составляло 289 человек.
| 1962 | 1968 | 1975 | 1982 | 1990 | 1999 | 2010 |
| ---- | ---- | ---- | ---- | ---- | ---- | ---- |
| 253  | 230  | 243  | 221  | 217  | 212  | 289  |

## Экономика
В 2010 году среди 165 человек трудоспособного возраста (15—64 лет) 120 были экономически активными, 45 — неактивными (показатель активности — 72,7 %, в 1999 году было 70,9 %). Из 120 активных жителей работали 112 человек (51 мужчина и 61 женщина), безработных было 8 (4 мужчины и 4 женщины). Среди 45 неактивных 8 человек были учениками или студентами, 20 — пенсионерами, 17 были неактивными по другим причинам.

## Достопримечательности
- Церковь Св. Мартина